# Assenza tipica
L'assenza tipica (o piccolo male) è un fenomeno di rapida e fugace perdita di coscienza (meno di 30 secondi) e rappresenta una delle più tipiche forme di epilessia del bambino e del giovane.

## Caratteristiche
Il più tipico quadro clinico caratterizzato da fenomeni di assenza è l'epilessia tipo assenza infantile, dominata da perdita di coscienza della durata di pochi secondi (quasi sempre meno di 30) e che si presenta per diverse volte (anche più di 10) nell'arco delle 24 ore. In questo caso, le assenze non si accompagnano ad altre manifestazioni; per questo l'epilessia tipo assenza infantile è una assenza semplice. Assenze complesse sono invece caratterizzate da manifestazioni quali:
- Contrazioni cloniche, come nel caso dell'epilessia con assenza mioclonica. Le contrazioni ripetitive possono coinvolgere le palpebre, gli angoli della bocca o le porzioni prossimali degli arti.
- Atonia o ipotonia muscolare (assenze atoniche) che si manifesta non raramente con cadute a terra per crollo degli arti inferiori.
- Ipertono muscolare (assenze toniche), soprattutto dei muscoli posturali, con caduta rigida o a statua.
- Automatismi, tuttavia meno prolungati rispetto alle crisi psicomotorie.
- Componente vegetativa, con rossore o pallore cutaneo, incontinenza od enuresi.

## Classificazione
Le assenze tipiche fanno parte delle crisi epilettiche primitivamente generalizzate, ovvero, forme di epilessia che si caratterizzano per coinvolgimento di entrambi gli emisferi cerebrali sin dall'inizio della crisi. Inoltre, le assenze tipiche fanno parte della crisi a sintomatologia complessa poiché vi è una compromissione dello stato di coscienza durante la crisi.

## Analisi dell'encefalo
Lo studio elettroencefalografico durante la crisi è utile per distinguere le assenze tipiche dalle assenze atipiche. Infatti mentre le prime sono caratterizzate da complessi punta-onda a 3-4 Hz con ritmo di fondo normale, nelle seconde i complessi punta onda sono più lenti (2,5 Hz) e con ritmo di fondo rallentato.